# Västerro och Lillro
Västerro och Lillro var före 2015 en av SCB avgränsad och namnsatt småort  i Sundsvalls kommun. Den omfattade bebyggelse i Västerro och Lillro väster om Kungsnäs i Selångers socken. Från 2015 räknas området som en del av tätorten Selånger.